# 886 TCN
886 TCN là một năm trong lịch La Mã.